# دوري السنغال الممتاز 2017–18
دوري السنغال الممتاز 2017–18 هو موسم من دوري السنغال الممتاز. كان عدد الأندية المشاركة فيه 14، وفاز فيه نادي دياراف.